# Henri Gervex

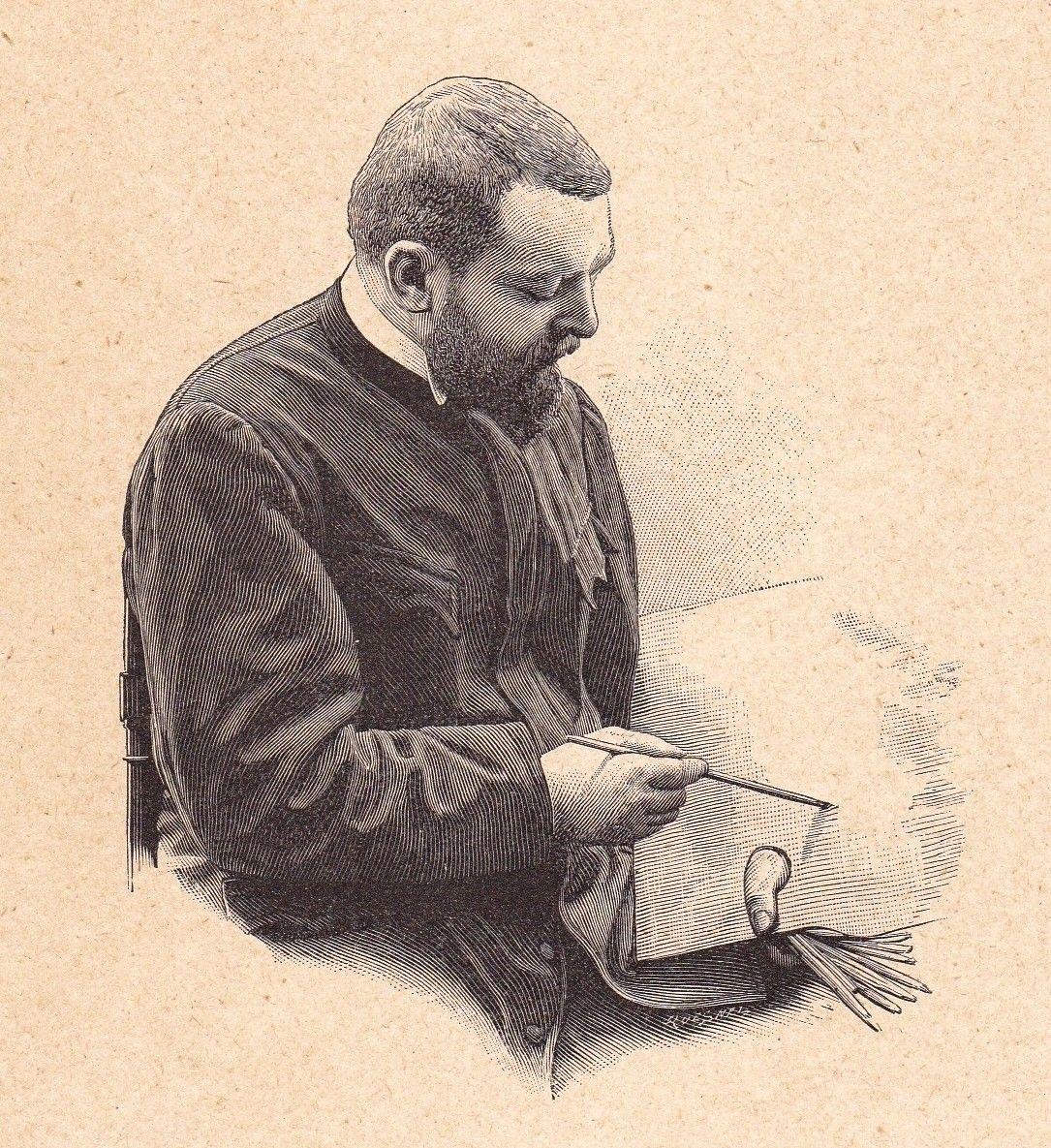
Henri Gervex

Henri Gervex (Parijs, 10 december 1852 – aldaar, 7 juni 1929) was een Franse kunstschilder.

## Jeugd
Henri Gervex was een zoon van Joséphine Peltier en Félix Nicolas Gervex, een pianofabrikant. Een vriend van de familie zorgde ervoor dat hij in 1867 in de leer ging bij de kunstschilder Pierre-Nicolas Brisset. Drie jaar later ging hij in militaire dienst bij het 152e bataljon van de Garde Nationale.

In 1871 werd hij toegelaten tot de École nationale supérieure des beaux-arts en gedurende vijf jaar kreeg hij les van Alexandre Cabanel samen met Henri Regnault, Jean-Louis Forain en Fernand Cormon. Daarnaast nam hij ook les bij de 'oriëntalist' Eugène Fromentin.
In zijn vroege werk koos hij voornamelijk mythologische thema’s. Gervex debuteerde voor het eerst op de Parijse salon van 1873 in het Palais de l'Élysée met een voorstelling van een slapende baadster, een werk dat in de loop der tijd verdwenen is.
Het jaar daarop ontving hij van de Académie des Beaux-Arts een medaille voor saters spelend met een bacchante. Dit doek kent invloeden van Alexandre Cabanel en werd aangekocht door de Franse staat voor het Musée du Luxembourg.

## Successen en hoogtepunten carrière
In 1876 leerde hij Édouard Manet en andere impressionistische schilders kennen. De invloed van de impressionisten laat zich terugzien in de lichtere kleuren die hij vanaf die tijd ging gebruiken.
In 1878 veroorzaakte hij een schandaal met het schilderij Rolla, met Ellen Andrée als het vrouwelijke model. Het doek is geïnspireerd door een gedicht van Alfred de Musset, dat gaat over een jonge man die zelfmoord pleegt nadat hij zijn fortuin heeft verspeeld en een nacht heeft doorgebracht met een vijftienjarige prostituee. De jury van de Parijse salon weigerde het doek, net als de Olympia van Manet, omdat de voorstelling immoreel zou zijn. Rolla werd daarna in een magazijn in de Rue de la Chaussée d’Antin tentoongesteld voor Parijzenaars die geïnteresseerd waren in het schandaal. Gervex schilderde ook het portret van Valtesse de La Bigne, een demi-mondaine en schildersmodel die ook Émile Zola tot voorbeeld diende bij het boek Nana.
In de jaren ’80 van de 19e eeuw reisde hij naar Spanje. Hij maakte deel uit van de kunstkring Cercle des Mirlitons, voorgezeten door Meissonier en exposeerde bij de Cercle artistique de la Seine, die dan net is opgericht. In 1882 reisde hij voor het eerst naar Engeland en hij werkte aan de decoratie van het stadhuis van het 19e arrondissement van Parijs. Het jaar daarop reisde hij opnieuw naar Engeland, samen met Auguste Rodin en wordt hij benoemd tot ridder in de Orde van Leopold van België ter gelegenheid van de 32ste Triënnale van Gent (1883), een driejaarlijkse kunsttentoonstelling.
In 1884 reisde hij voor de derde keer naar Engeland en begint een nieuw atelier in de Rue de la Chaussée-d’Antin. Hij reisde vervolgens samen met Guy de Maupassant en Georges Legrand naar Italië en sticht een schildersacademie met de schilder Jean-Baptiste Hubert.
In 1887 wordt het doek Voor de operatie ook getiteld Dr. Péan geeft les in het ziekenhuis van St. Louis, tentoongesteld op de Salon de la Société des Artistes Français, volgens sommigen naar voorbeeld van de Anatomische les van Dr. Nicolaes Tulp van Rembrandt van Rijn.
In 1889 wordt hij gepromoveerd tot officier van het Legioen van Eer. In 1890 wordt hij benoemd tot ridder in de Orde van Sint Olaf door Oscar Frederik van Bernadotte, de koning van Zweden en Noorwegen. Hij neemt deel aan de internationale kunstexpositie van München in 1891 en in hetzelfde jaar schildert hij een fresco op het plafond van de Salle des Fêtes in het stadhuis van Parijs.
Het jaar daarop werd hij benoemd door officier in de orde van Sint Michael door de regering van Beieren. 

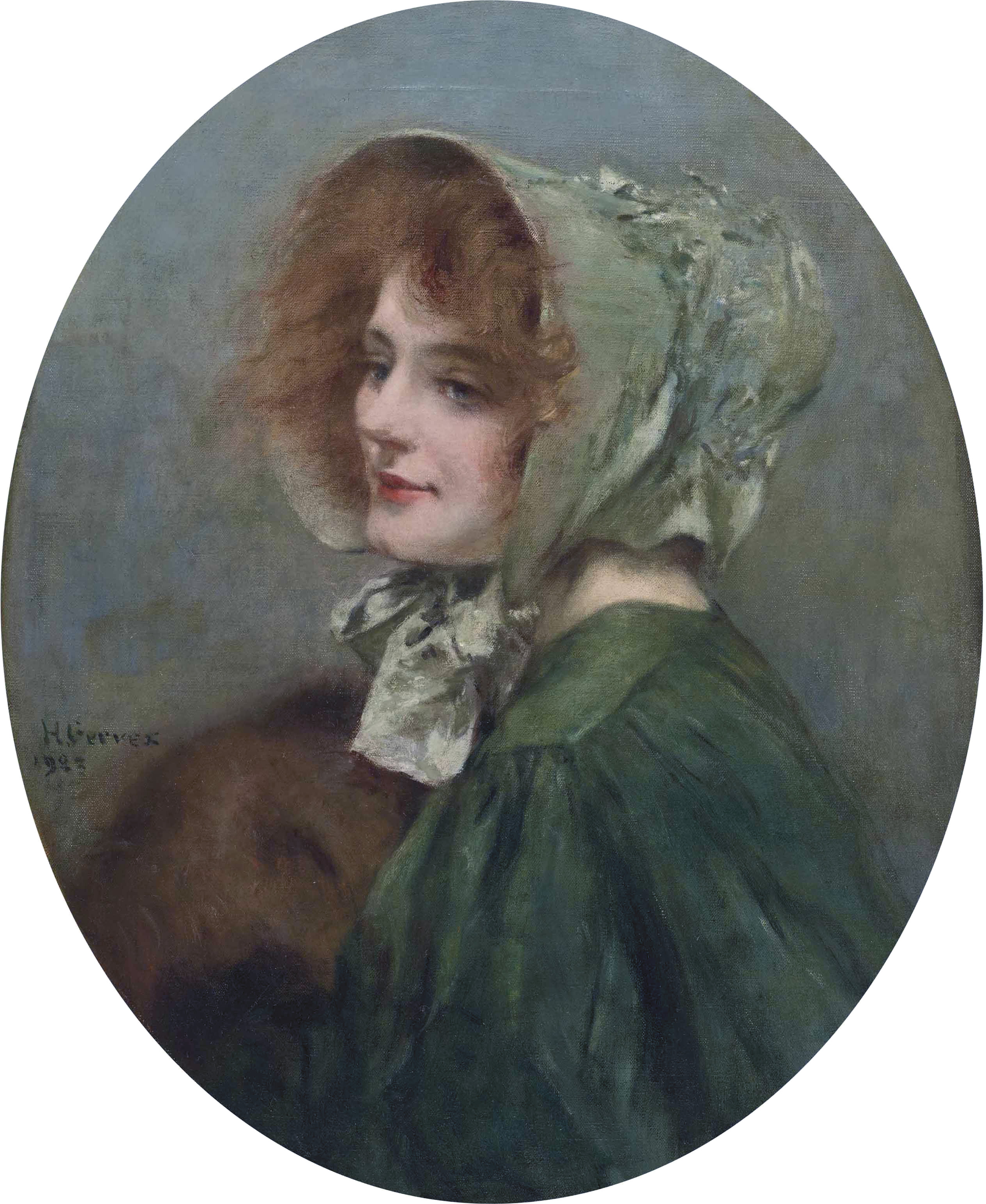
Madame Gervex (Henri Gervex, 1923)

Op 9 februari 1893 trouwde hij met Henriëtte Fauche. Op 18 december 1894 werd zijn dochter Colette geborenen in 1895 werd hij benoemd tot vicepresident van de examencommissie van de Société nationale des beaux-arts.
In 1896 maakte hij een eerste reis naar Rusland. In 1899 krijgt hij een opdracht voor een wandschildering in het Palais de l'Industrie, reisde hij opnieuw naar Rusland en op de wereldtentoonstelling van 1900 in Parijs wordt zijn voorstelling van de kroning van tsaar Nicolaas II tentoongesteld. Hij bleef reizen, onder andere naar Italië, Turkije, Rusland.
Hij schilderde samen met Alfred Stevens en een hele ploeg van assistenten een enorm doek van wel honderdtwintig bij twintig meter voor de Parijse wereldtentoonstelling van 1900. Het had de titel Le Panorama du Siècle en de meest prominente figuren van de afgelopen honderd jaar werden er op afgebeeld (zie het artikel over Alfred Stevens).
In 1918 ontving hij het Franse oorlogskruis. In 1925 werd hij gekozen tot lid van de Koninklijke Academie van Wetenschappen en Schone Kunsten in Brussel.
In 1928 werd hij behandeld voor een oogziekte, het jaar daarop kwam hij te overlijden.

## Galerij

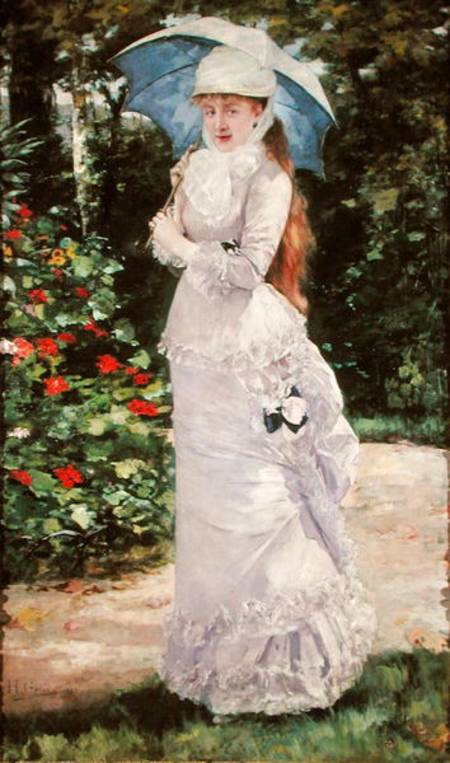
Mlle Valtesse de la Bigne, 1879
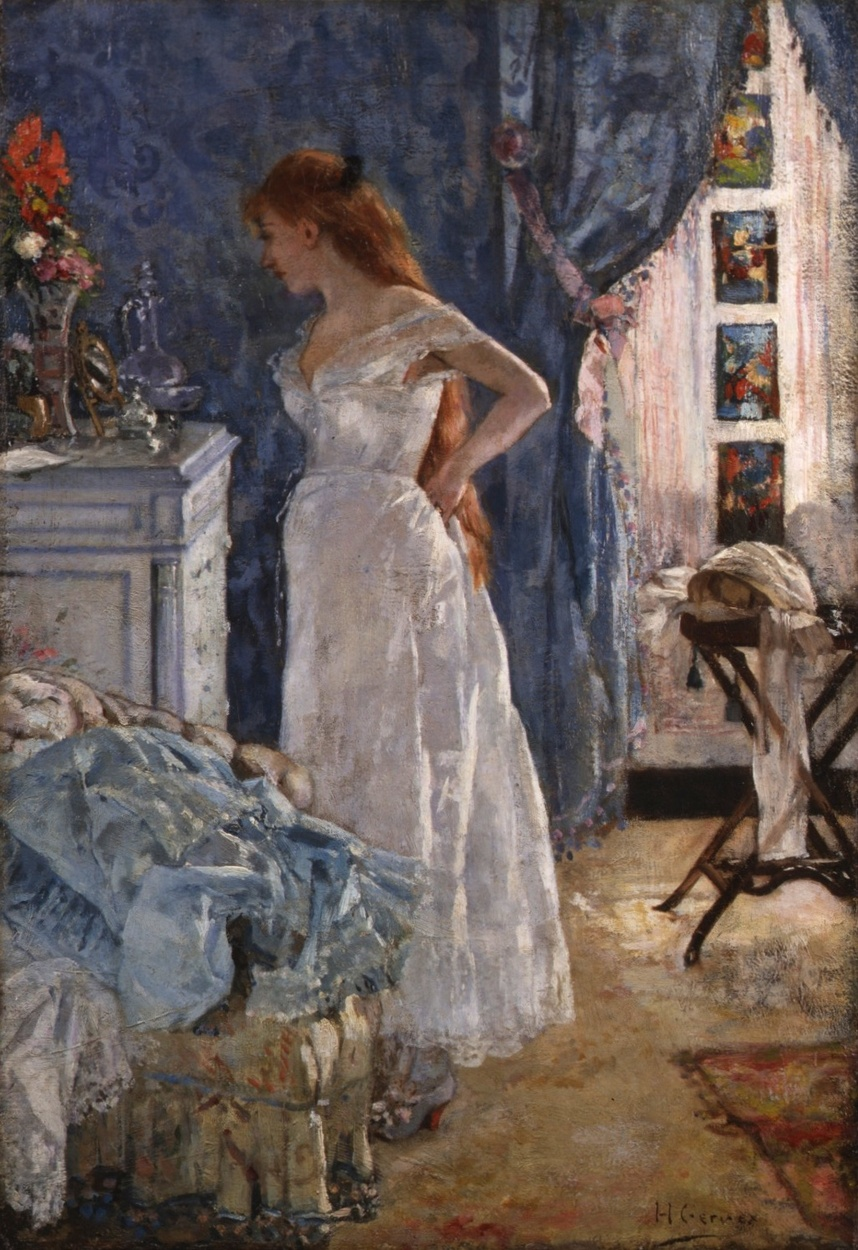
La toilette, 1878
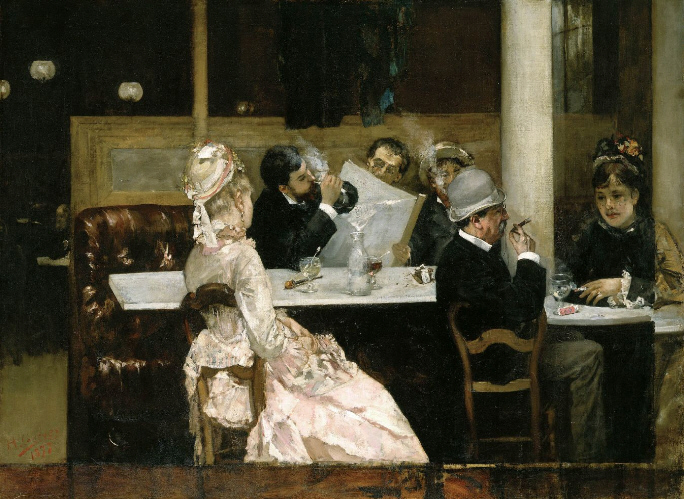
café in Parijs, 1877
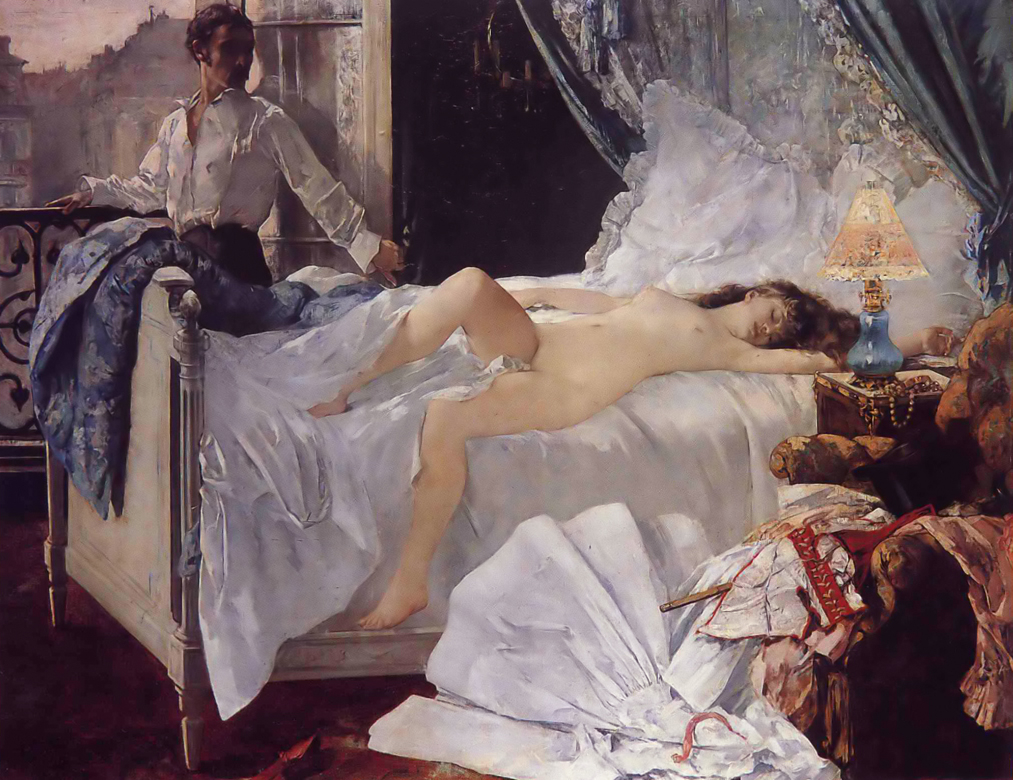
Rolla, 1878
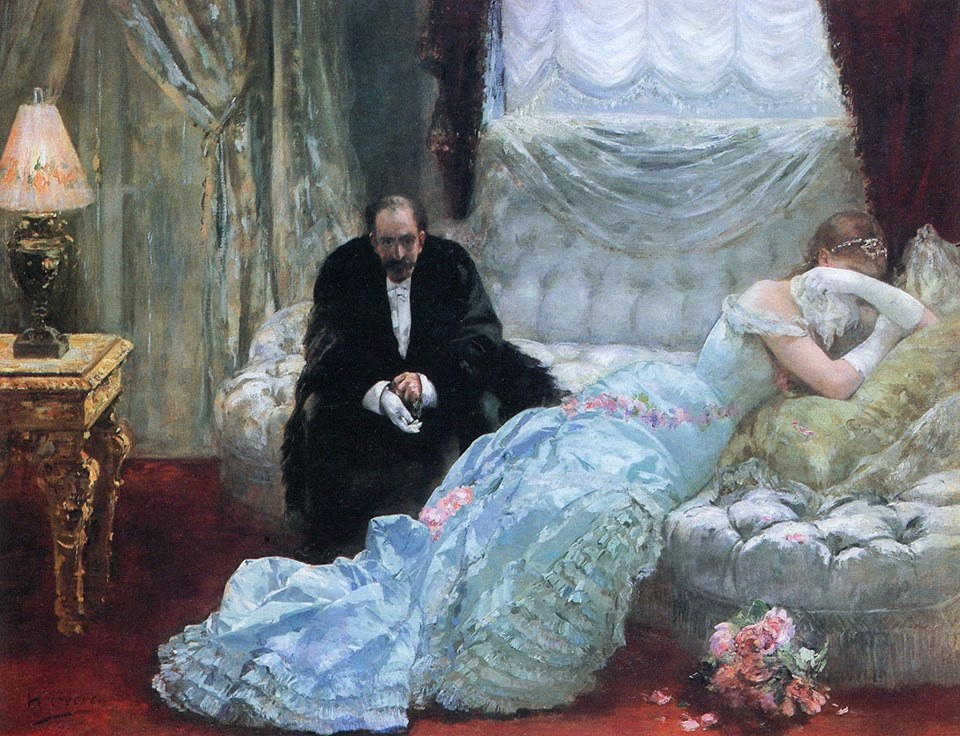
Retour de bal, 1879